# Tattarmossmysteriet

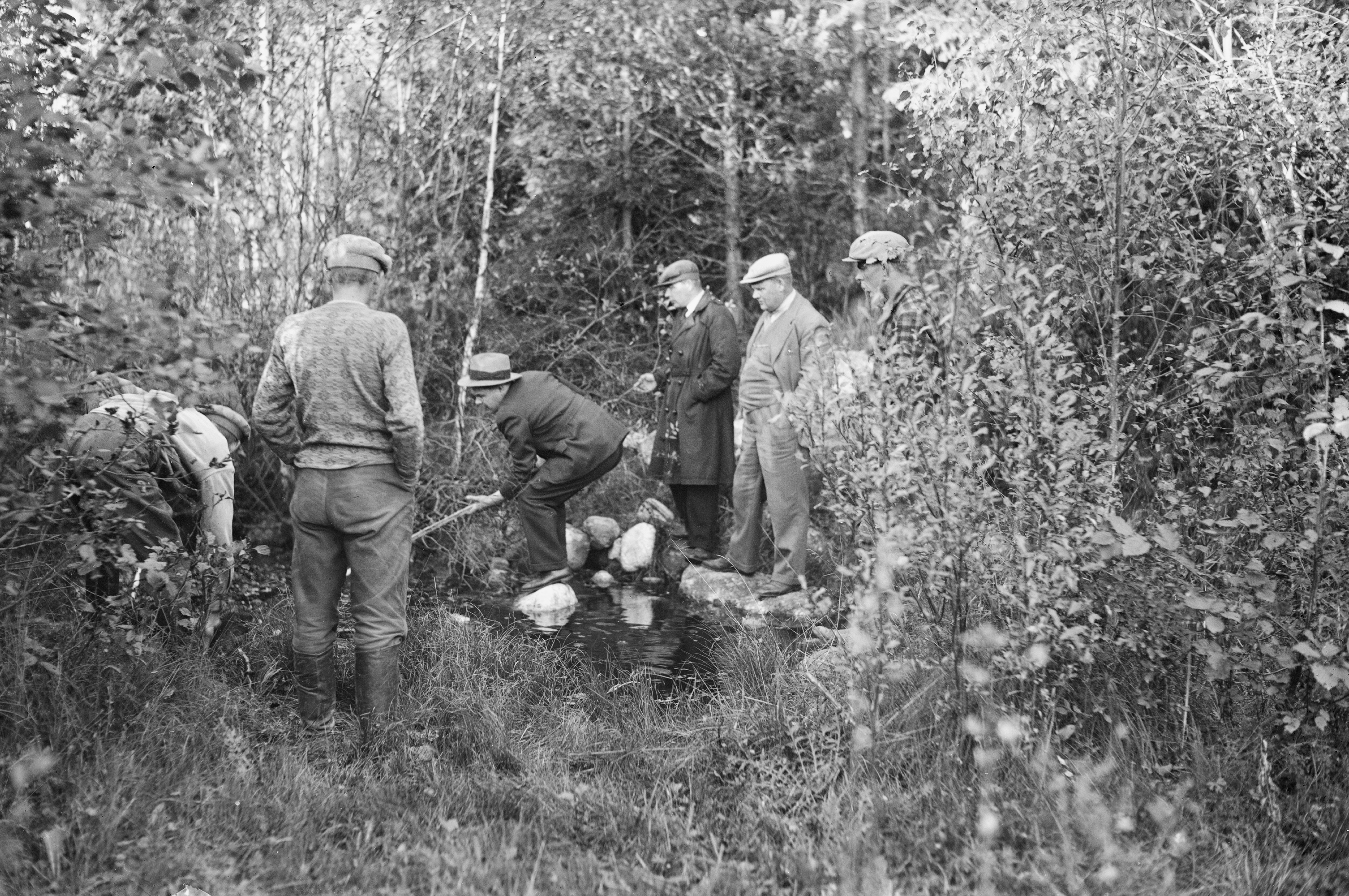
Undersökningar vid källan i september 1931.

Tattarmossmysteriet är en sensationell affär som ägde rum på 1930-talet i Tattarmossen i utkanten av Helsingfors.
I två skogkällor vid mossen påträffades sensommaren 1931 likdelar, som enligt polisens undersökningar visade sig komma från kroppar som begravts på den närbelägna kyrkogården i Malm. Gåtan fick sin lösning i augusti 1932, då tre män och tre kvinnor anhölls som misstänkta för likstympning. Dessa erkände sig ha använt likdelarna för olika rituella ändamål. I september 1932 dömdes de tre männen till fängelsestraff av varierande längd, medan en av kvinnorna fick fängelsestraff för anstiftan. 
Ledaren för gruppen var känd som Noita-Kallio, "Häx-Kallio".